# Стапарска градина
Стапарска градина је археолошко налазиште које се налази се изнад кланца реке Ђетиње, у атару села Стапари, на 11 km западно од Ужица.
Насеље у Стапарима локализовано је на градинском узвишењу са надморском висином од 666 m, непосредно изнад тунела и старе железничке пруге уског колосека, која је Ужице повезивала са Сарајевом. Тај у основи доста стрм брег, познат као Велика градина, на својој северозападној страни гради мањи плато одакле се постепено спушта према својој југоисточној страни.

## Археолошка истраживања
Обимна истраживања са више блок сонди, извршена у периоду између 1956. и 1958. године, показала су да се ради о насељу дубоких и добро сачуваних слојева и спада у једно од најзначајнијих градинских насеља у западној Србији. Стратиграфија слоја дубине 3,5 метра показује три хоризонта становања: најнижи и најстарији слој одговара неолиту, средњи слој одговара винчанско-плочничкој фази и трећи из периода бронзаног доба. У току истраживања у слојевима насеља откривени су масивни остаци надземних стамбених објеката и доста добро очувани елементи три куће, а у најдубљем најстаријем слоју и земуничне јаме. Значајно је истаћи да је у насељу пронађен релативно велики депо житарица, у коме доминира пшеница која води порекло из агри-културних врста предње Азије. 
Насеље у Стапарима највероватније је настало у пуном развоју неолитске епохе и егзистирало све до бронзаног доба. Експонати нађени на овом локалитету налазе се у Народном музеју у Ужицу.